# Acteon (mollusque)
Pour les articles homonymes, voir Actéon (homonymie).
Genre
Acteon  est un genre de mollusques gastéropodes marins de la famille des Acteonidae.
En Europe, Acteon tornatilis est présent sur les côtes de l'Atlantique et de la Méditerranée.

## Liste d'espèces
Selon World Register of Marine Species (12 octobre 2015) :
- Acteon antarcticus Thiele, 1912
- Acteon aphyodes Valdés, 2008
- Acteon archibenthicola Habe, 1955

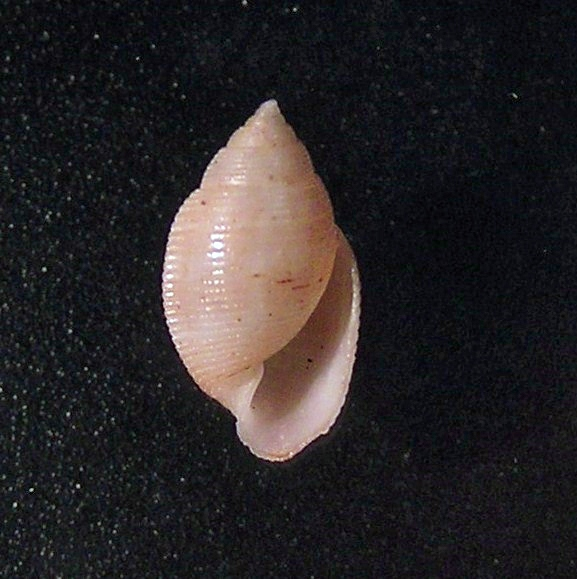
Acteon fabreanus

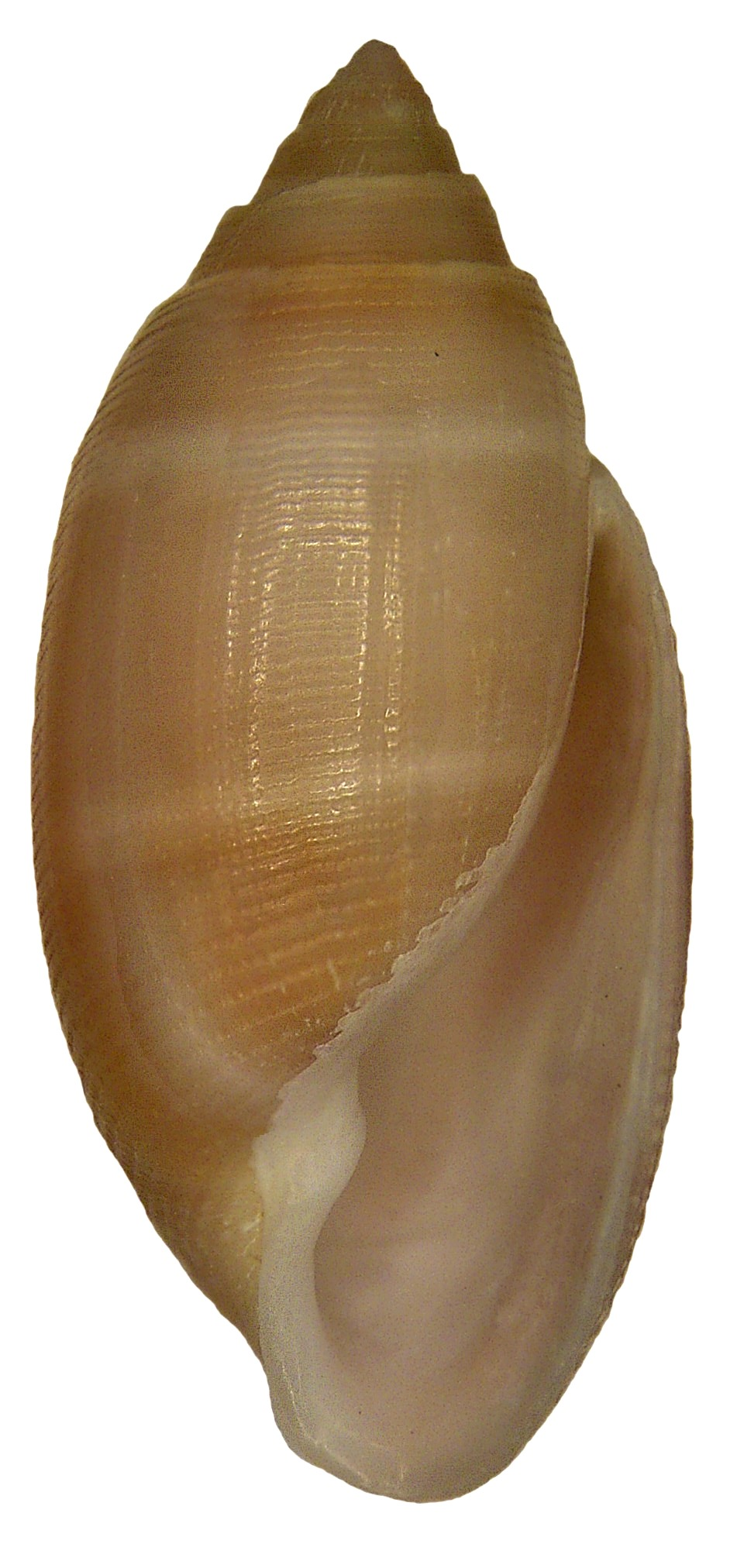
Acteon tornatilis

- Acteon articulatus Marwick, 1931 †
- Acteon baracoensis Espinosa & Ortea, 2014
- Acteon biplicatus (Strebel, 1908)
- Acteon boteroi Valdés, 2008
- Acteon buccinus Valdés, 2008
- Acteon candens Rehder, 1939
- Acteon castus (Hinds, 1844)
- Acteon cebuanus Lan, 1985
- Acteon chattonensis Marwick, 1929 †
- Acteon chauliodous Valdés, 2008
- Acteon chrystomatus Valdés, 2008
- Acteon cohibilis Valdés, 2008
- Acteon comptus Valdés, 2008
- Acteon danaida Dall, 1881
- Acteon dancei Poppe, Tagaro & Stahlschmidt, 2015
- Acteon delicatus Dall, 1889
- Acteon dolichoroseus Iredale, 1936
- Acteon editus Valdés, 2008
- Acteon elongatus Castellanos, Rolán & Bartolotta, 1987
- Acteon exiguus Mörch, 1875
- Acteon finlayi McGinty, 1955
- Acteon fortis Thiele, 1925
- Acteon fructuosus Iredale, 1936
- Acteon hebes A. E. Verrill, 1885
- Acteon herosae Valdés, 2008
- Acteon incisus Dall, 1881
- Acteon infulatus Marwick, 1931 †
- Acteon ionfasciatus Valdés, 2008
- Acteon juvenis Dall, 1927
- Acteon lacunatus Dall, 1927
- Acteon laetus Thiele, 1925
- Acteon loyautensis Valdés, 2008
- Acteon maltzani Dautzenberg, 1910
- Acteon mariae A. Adams, 1855
- Acteon melampoides Dall, 1881
- Acteon mirim Cunha, 2011
- Acteon modestus A. Adams, 1855
- Acteon monterosatoi Dautzenberg, 1889
- Acteon nakayamai Habe, 1952
- Acteon oneroaensis Powell & Bartrum, 1929 †
- Acteon osexiguus Valdés, 2008
- Acteon otamateaensis Laws, 1941 †
- Acteon pahaka Maxwell, 1992 †
- Acteon panamensis Dall, 1908
- Acteon parallelus Dall, 1927
- Acteon particolor Dall, 1927
- Acteon pelecais Ev. Marcus, 1972
- Acteon perforatus Dall, 1881
- Acteon procratericulatus Laws, 1939 †
- Acteon profundus Valdés, 2008
- Acteon pudicus A. Adams, 1855
- Acteon retusus Verco, 1907
- Acteon rhektos Valdés, 2008
- Acteon ringiculoides Valdés, 2008
- Acteon secale Gould, 1859
- Acteon semicingulatus Dall, 1927
- Acteon semisculptus E. A. Smith, 1890
- Acteon semispiralis P. Marshall, 1917 †
- Acteon senegalensis (Petit de la Saussaye, 1851)
- Acteon soyoae Habe, 1961
- Acteon splendidulus Mörch, 1875
- Acteon subincisus Okutani, 1968
- Acteon subroseus Iredale, 1936
- Acteon teramachii Habe, 1950
- Acteon tornatilis (Linnaeus, 1758)
- Acteon traskii Stearns, 1898
- Acteon valentina Poppe, Tagaro & Stahlschmidt, 2015
- Acteon vangoethemi Poppe, Tagaro & Stahlschmidt, 2015
- Acteon venustus (d'Orbigny, 1840)
- Acteon virgatus (Reeve, 1842)
- Acteon wangaloa Finlay & Marwick, 1937 †
- Acteon yamamurae Habe, 1976